# Col Saint-Nicolas
Il Col Saint-Nicolas (in corso Bocca di San Nicolaiu) (303 m) è un passo che collega i due versanti di Capo Corso tra i paesi di Ersa e Rogliano.
Si trova nella Corsica settentrionale, è attraversato dalla RD 80.